# Andragog
Andragog – osoba, która planuje, organizuje i prowadzi działalność dydaktyczno-wychowawczą lub terapeutyczną dorosłych w różnych placówkach i instytucjach.

## Zadania andragoga
Bada:
- zapotrzebowanie edukacyjne ludzi dorosłych
- edukację nieformalną (incydentalną), formalną (szkolną), pozaformalną (pozaszkolną) dorosłych
- cele, formy, treści, metody procesu kształcenia i samokształcenia dorosłych

Gromadzi wiedzę:
- na temat systemu kształcenia w Polsce oraz na świecie, ze szczególnym uwzględnieniem krajów Unii Europejskiej
- dotyczącą misji i celów kształcenia ustawicznego zawartych w dokumentach Unii Europejskiej
- o uczestnikach edukacji dorosłych (wieku, płci, motywacjach edukacyjnych, aspiracjach edukacyjnych, oczekiwaniach wobec edukacji)
- o człowieku dorosłym w różnych fazach jego rozwoju, zadaniach rozwojowych związanych z okresem dorosłości, prawidłowościach uczenia się dorosłych oraz różnorodnych uwarunkowań tego procesu
- o sytuacji na rynku usług edukacyjnych (oferty, cele i programy firm edukacyjnych)
- o możliwościach finansowego wsparcia projektów edukacyjnych z funduszy UE

Diagnozuje:
- rynek edukacyjny
- potrzeby edukacyjne indywidualnych odbiorców, różnych grup społecznych i zawodowych, instytucji, zakładów pracy i stowarzyszeń
- poprawność przygotowania i prowadzenia zajęć dydaktycznych dla dorosłych, poziom kompetencji pracowników

Pomaga i doradza:
- osobom dorosłym w określaniu potrzeb edukacyjnych oraz w wyborze najbardziej przydatnych metod, form i technik uczenia się
- w radzeniu sobie z barierami w uczeniu się
- w realizacji celów Strategii lizbońskiej
- w doborze odpowiedniej oferty edukacyjnej osobom fizycznym i zakładom pracy
- w nabywaniu kompetencji do samodzielnego uczenia się
- w tworzeniu edukacyjnych ścieżek rozwoju pracowników i osób uczących się
- w rozwiązywaniu indywidualnych i grupowych problemów edukacyjnych
- w zrozumieniu wpływu edukacji na jakość życia jednostek, grup i środowisk społecznych
- osobom zagrożonym marginalizacją społeczną w podjęciu działań edukacyjnych przeciwdziałających temu zjawisku
- w procesie rekrutacji - w zakresie oceny potencjału edukacyjnego pracownika
- wykładowcom na kursach (edukatorom, trenerom), brokerom edukacyjnym i animatorom kultury
- w samokształceniu jednostek i grup

Prowadzi:
- intencjonalną działalność dydaktyczno-wychowawczą w postaci wykładowcy, prelegenta, lektora i seminarzysty
- działalność public relations
- działalność kulturalno - oświatową w różnych ośrodkach i placówkach oraz sekcjach i zespołach zainteresowań w domach kultury
- dokumentację związaną z nauczaniem

Organizuje:
- wycieczki, zajęcia kulturalne i imprezy sportowe poza instytucjami oświatowymi
- i koordynuje proces dydaktyczno-wychowawczy w firmach, instytucjach i organizacjach w ramach seminariów, kursów i warsztatów

Inspiruje:
- instytucje, firmy, organizacje pozarządowe, jednostki samorządu terytorialnego do podejmowania działań edukacyjnych oraz wprowadzania celów edukacyjnych do strategii działania

Planuje:
- wspólnie z dorosłymi proces edukacyjny oraz warunki stymulujące i motywujące ich do uczenia się

Przedstawia:
- osiągnięcia instytucji edukacji dorosłych zainteresowanym przedsiębiorstwom, adresatom i klientom

Współpracuje:
- z organizacjami i placówkami oświatowymi, uniwersytetami, uczelniami wyższymi oraz instytutami badawczymi (zajmującymi się edukacją) w zakresie wykorzystania nowoczesnych form, metod, środków kształcenia dorosłych
- z instytucjami samorządowymi w środowisku lokalnym, w celu określenia potrzeb edukacyjnych środowiska i wskazania sposobów ich realizacji

Monitoruje:
- przebieg procesu kształcenia, działalności szkoleniowej w celu zapewnienia najbardziej efektywnych form i metod kształcenia
- rozwój społeczny, kulturalny, edukacyjny, gospodarczy i polityczny, w celu sprostania nowym zadaniom i pracy w nowych miejscach – m.in. w teatrach, muzeach, kościołach, szpitalach, centrach uczenia się

Kształci:
- specjalistów innych dziedzin w zakresie umiejętności kształcenia dorosłych, wspomagania ich rozwoju oraz upowszechniania wiedzy

Tworzy:
- materiały i pomoce dydaktyczne niezbędne do efektywnego uczenia się
- autorskie formy aktywności kulturalnej, których głównym celem jest aktywizacja uczestników

Integruje:
- działania różnych instytucji w celu realizacji idei społeczeństwa obywatelskiego, społeczeństwa wiedzy oraz edukacji ustawicznej

## Stanowiska pracy, które może podjąć andragog
- Pracownik kulturalno-oświatowy
- Animator
- Metodyk/koordynator metodyczny
- Doradca zawodowy lub personalny
- Organizator pozaszkolnych form edukacji dorosłych
- Organizator środowisk edukacyjnych
- Trener/coach
- Moderator
- Instruktor
- Prelegent
- Popularyzator wiedzy
- Przewodnik turystyczny
- Konsultant
- Autor, redaktor lub recenzent publikacji andragogicznych
- Edukator
- Terapeuta
- Mediator
- Menedżer edukacji dorosłych
- Specjalista w zakresie rekrutacji i zarządzania personelem
- Prowadzenie szkoleń i zajęć w grupach np. terapeutycznych
- Praca w obrębie zasobów ludzkich (kadry, rekrutacja, doradztwo personalne)

## Potencjalne miejsca pracy andragoga
- Centrum Kształcenia Ustawicznego (CKU)
- Centrum Kształcenia Praktycznego (CKP)
- Ośrodki szkoleniowe zakładów pracy
- Domy kultury
- Firmy szkoleniowe
- Uniwersytety Trzeciego Wieku
- Uniwersytety ludowe
- Urzędy pracy
- Agencje zatrudnienia
- Biura karier
- Różne szczeble edukacji (na stanowiskach pedagogicznych)
- Działy szkolenia w zakładach produkcyjnych i usługowych
- Instytucje edukacyjne np. Zakłady Doskonalenia Zawodowego
- Placówki kulturalno - oświatowe np. muzea, ośrodki animacji kultury
- Domy Pomocy Społecznej
- Fundacje, Stowarzyszenia, kluby, np. Centrum Edukacji Obywatelskiej
- Instytucje rządowe, np. Polska Agencja Rozwoju Przedsiębiorczości
- Redakcje portali edukacyjnych
- Działy marketingu i reklamy
- Biblioteki
- Teatry
- Kościół